# Riba de Ave
Riba de Ave é uma vila portuguesa sede da Freguesia de Riba de Ave do Município de Vila Nova de Famalicão, freguesia com 2,83 km² de área e 3191 habitantes (censo de 2021), tendo, assim, uma densidade populacional de 1 127,6 hab./km².
A povoação de Riba de Ave foi elevada à categoria de vila em 1988.

## Demografia
A população registada nos censos foi:
| Distribuição da População por Grupos Etários | Distribuição da População por Grupos Etários | Distribuição da População por Grupos Etários | Distribuição da População por Grupos Etários | Distribuição da População por Grupos Etários |
| -------------------------------------------- | -------------------------------------------- | -------------------------------------------- | -------------------------------------------- | -------------------------------------------- |
| Ano                                          | 0-14 Anos                                    | 15-24 Anos                                   | 25-64 Anos                                   | > 65 Anos                                    |
| 2001                                         | 550                                          | 526                                          | 1885                                         | 435                                          |
| 2011                                         | 488                                          | 362                                          | 1982                                         | 593                                          |
| 2021                                         | 368                                          | 315                                          | 1723                                         | 785                                          |

## História

### Origem
A origem do nome de Riba de Ave vem do português antigo, onde "Ave" significa curso de água e "Riba" é uma derivação da palavra latina "Ripa" que significa margem.
Segundo o autor José Correia do Souto, Riba de Ave "é tão antiga como a Nacionalidade". No entanto, durante a maioria da sua História, pouco mais foi do que um pequeno lugarejo, perdido no Vale do Ave. Durante o século IX, Riba de Ave fazia parte de uma região alti-medieva chamada de "Ripa Ave". A primeira referência a Riba de Ave como freguesia surge durante as Inquirições de 1220 sob o nome de "Sancto Petro de Inter Ambas as Aves". Outra referência surge em 1258 à sua igreja (eclesi Sancti Petri Ripe Ave).
Riba de Ave pertencia na altura à Terra de Vermoim, uma região que, a partir de 19 de Setembro de 1410, passou a fazer parte dos domínios do oitavo Conde de Barcelos, filho bastardo do rei D. João I.
Em 1550, uma nova referência à freguesia surge  em consequência de uma disputa de terras entre o beneficiário da igreja local e os párocos de Serzedelo e Guardizela em consequência da delimitação entre freguesias.
De entre todas as freguesias da região, Riba de Ave é a única que mantém a toponímia original desde a Idade Média.

### Origem da indústria têxtil em Riba de Ave

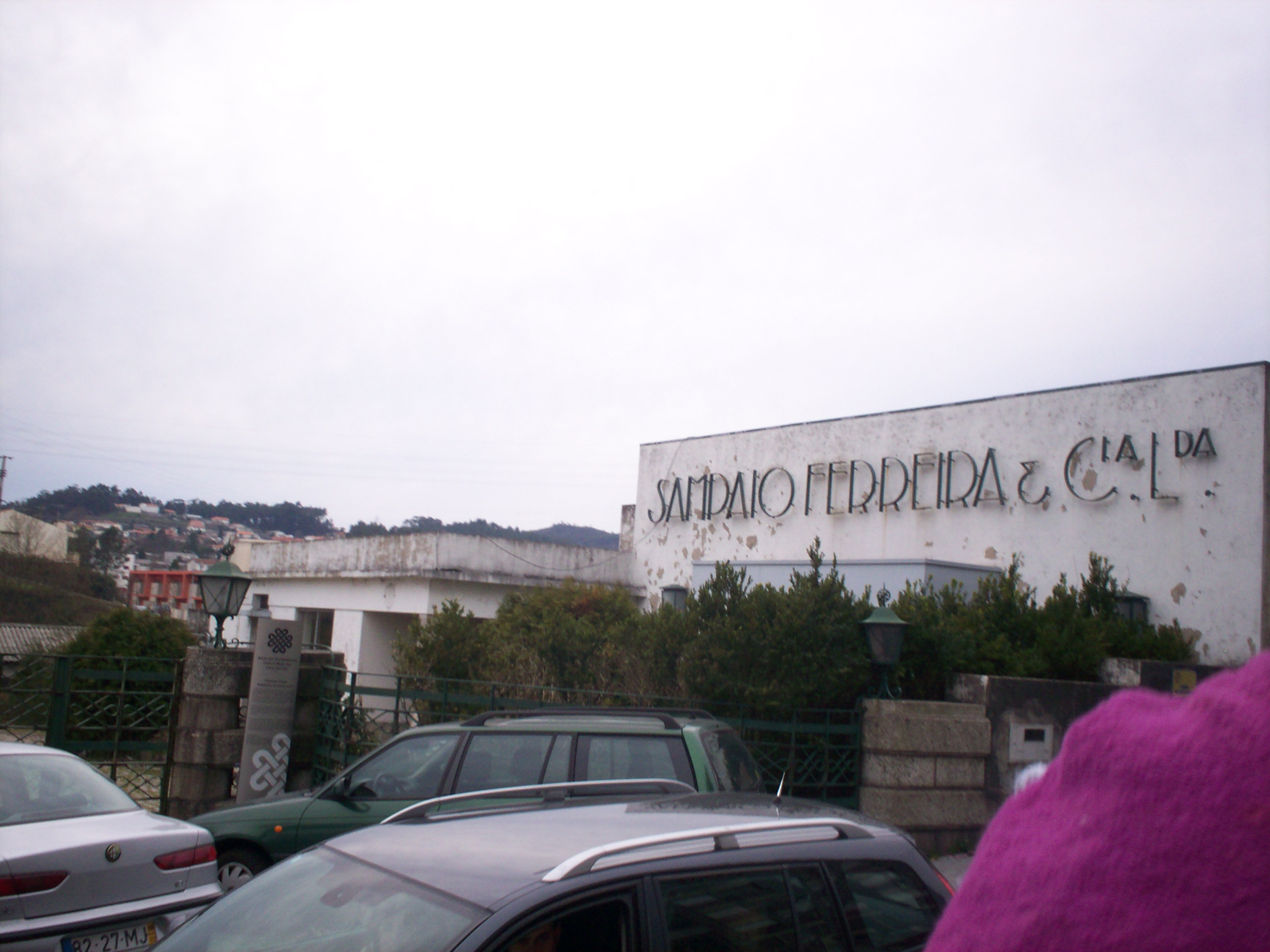
Fábrica Sampaio Ferreira & c.ª ldª.

A indústria têxtil mecânica em Riba de Ave iniciou-se em 1890, data em que Narciso Ferreira pôs de parte os teares manuais dos seus começos para encetar pela manufatura de tecidos em moldes modernos. Mas ainda antes da mecanização já existia uma indústria antiga de tecelagem manual de pano de linho e artefactos de lã como tapetes e mantas de cama, uma das razões que levou Narciso Ferreira a radicar-se em Riba de Ave. A outra terá sido a existência, no lugar da ponte, de uma fiação de lã, propriedade do Barão da Trovisqueira e a quem José Augusto Vieira faz alusão no seu "Minho Pitoresco" (1887), dizendo que nela trabalhavam doze operários, sendo a sua produção de lã fiada destinada às fábricas de calçado de liga do Porto e a particulares da localidade que exerciam a indústria doméstica.
Narciso Ferreira é a figura mais importante da história de Riba de Ave. Nascido em 1862, começou a dar os primeiros passos na indústria têxtil aos dezanove anos, chegando a Riba de Ave em 1887, altura em que comprou um terreno na margem do rio Ave. Mais tarde, em 1894, formou uma sociedade com Manuel Joaquim Oliveira, José Augusto Dias e o engenheiro Ortegão de Sampaio que se tornaria na fábrica Sampaio Ferreira e companhia limitada, concluída em 1896 com duzentos teares.
Riba de Ave foi uma das primeiras freguesias de Portugal a beneficiar de eletricidade e a possuir iluminação pública, algo que ajudou no seu pioneirismo na indústria têxtil mecânica. Os Ferreiras chegaram mesmo a construir uma pequena barragem, perto de Vila das Aves, para tirar melhor aproveitamento desta energia. A fábrica teve um grande sucesso e empregou um grande número de habitantes da freguesia durante muitos anos.
Depois de Narciso Ferreira também os seus filhos continuaram o desenvolvimento de Riba de Ave, graças aos benefícios económicos que resultaram da fábrica. Atribuiu-se a eles a construção do hospital, das escolas primárias, do quartel dos bombeiros, o mercado municipal, o teatro Narciso Ferreira, a estalagem São Pedro e grandes contributos para a criação das escolas secundárias Externato Delfim Ferreira e Didáxis.

## Vida Eclesiástica

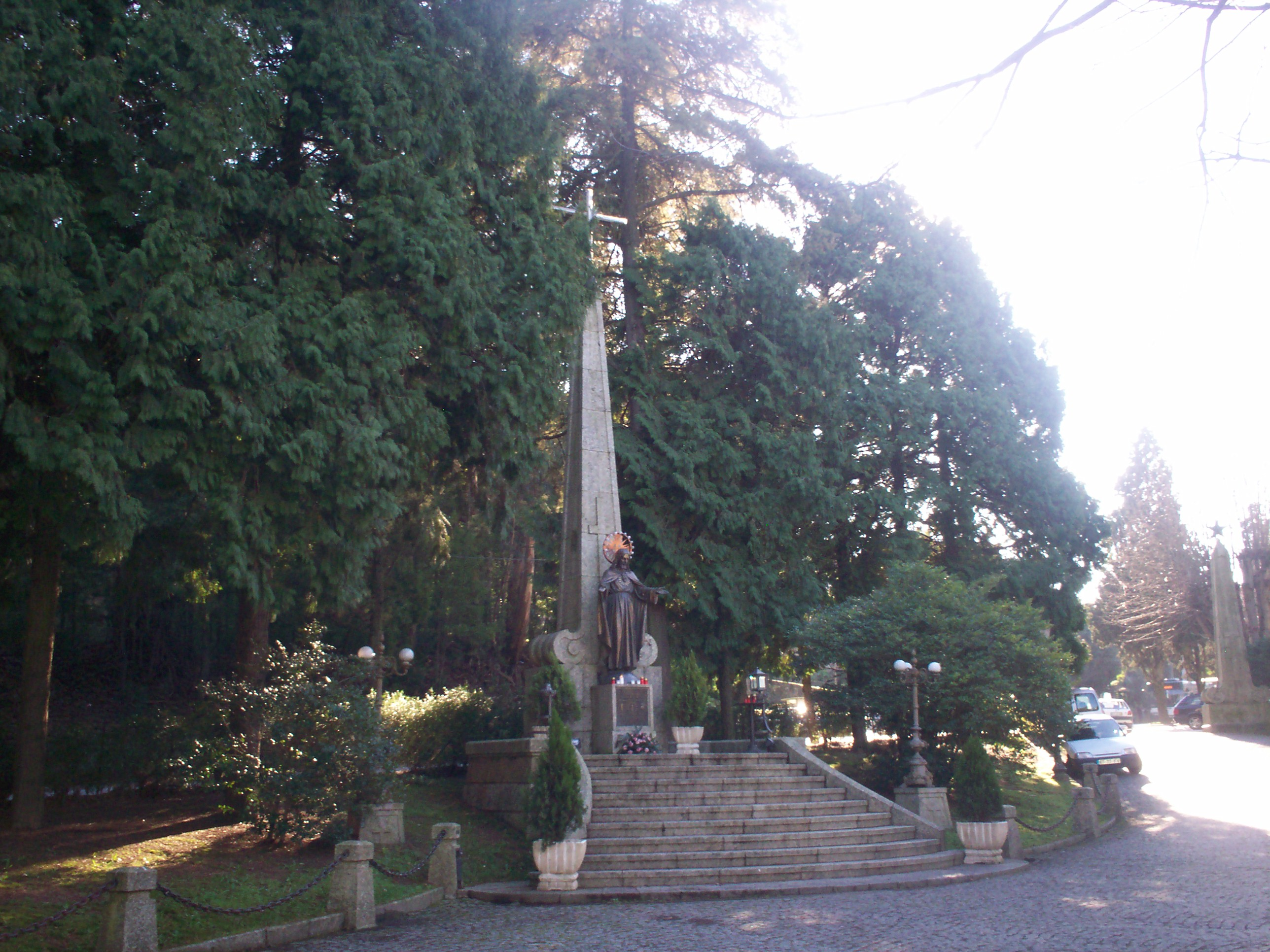
Cristo Rei no Largo da Igreja em Riba de Ave.

No "Catálogo das Igrejas" da autoria do padre Avelino Jesus da Costa e no capítulo da organização paroquial, já se fala em S. Pedro de Riba de Ave relativamente à identificação das freguesias dos censuais e relações entre paróquias suévicas e as freguesias do século XI. O que equivale a dizer que a igreja de Riba de Ave é muito anterior ao século XIII, não se encontrando registada no censual bracarence apenas por se situar na margem esquerda do Rio Ave, fora, portanto, do território abrangido pelo mesmo censual.
Mas uma coisa é o culto e outra a organização paroquial, questão que continua por definir, não obstante as exaustivas investigações que se têm feito nesse sentido.
Outro particular a este respeito é o que só a partir de 25 de Agosto de 1536, e com base nas "Constituições do Arcebispado de Lisboa" elaboradas pelo cardeal-infante D. Afonso, filho de D. Manuel I e de sua mulher, a infanta espanhola D. Maria, filha dos Reis Católicos, se tornara obrigatório o registo de nascimentos e mortes (que em cada igreja aja huu livro em que si escreverão os baptizados e finados). E daí a carência de tombos paroquiais até essa altura, e mesmo a partir daí no caso particular do arcebispo de Braga, que se demarcava da autoridade hierárquica central da Igreja portuguesa.
Assim, temos, que o primeiro pároco de Riba de Ave que se deu ao cuidado de cumprir as "Constituições", foi o padre Manuel de Quadros, criando os livros indispensáveis ao registo de baptizados, de casamentos e de defuntos. É possível que este pároco tenha vindo paroquiar Riba de Ave em 1592. O último registo por ele executado tem a data de 1 de Julho de 1615, e alude ao falecimento de Elisa Pimentel Dias, do lugar do Mato, ano em que deve ter morrido.
O primeiro matrimónio a constar do livro de casados foi o de Paulo Gonçalves com Francisca Gonçalves, no lugar do Penedo, a 2 de Agosto de 1600. Seguem-se os casamentos de Mateus Rodrigues com Isabel Gonçalves e de Lourenço Fernandes, viúvo, de S. Lourenço de Romão, com Francisca Gonçalves, de Cabanelas, em 1603. Repara-se que esta Francisca é a mesma, acima, que, já viúva (1603), casa, pela segunda vez, com Gonçalo Gonçalves. E seguem-se outros registos de casamento, como por exemplo, de Paulo Gonçalves, viúvo, do Penedo, com Maria Fernandes (1604).
Quanto aos primeiros mortos a serem registados no livro de defuntos, foram eles, Amaro Fernandes, do Mato, com testamento (1601), Inês Dias, de Cabanelas, pobre, sem testamento (1603), Salvador Gonçalves, do Tojão, que fez testamento (1605). Todos os mortos que se seguem até 1615 são dos lugares de Cabanelas, Penedo, Mato, Barreiro e Tojão, o que prova tratar-se dos lugares da freguesia com maior densidade populacional. Mesmo assim, bastante reduzida, pois entre 1601 e 1615 apenas morreram 24 pessoas, isto é, menos de duas por ano. Outro particular, digno de atenção, é o predomínio do apelido Gonçalves, o que revela tratar-se de uma família de grande prole.
Também no que diz respeito a casamentos se acentuava o predomínio dos anteriores lugares, registando-se pela primeira vez o do Rossio de Riba de Ave, e pela segunda, o do Assento da Igreja. Não se sabe porquê, o uso do livro de casados termina em 1608, com um número de 10 casamentos no espaço de oito anos.
É agora a vez dos nascimentos, cujo livro se deve ter extraviado, pois não vai além de quatro referências, todos no ano de 1600, respeitando a Ana, filha de Gonçalo Tomé e Catarina Gonçalves, do Mato; Pedro, filho de Maria e Baltazar, do Penedo; Ana, filha de Francisco Vaz e Maria Gonçalves, do Penedo, e Isabel, filha de Amaro Fernandes e Maria Vaz, do Mato.
Com o desaparecimento do padre Manuel de Quadros, volta a repetir-se um enorme vazio no registo dos livros paroquiais, o qual duraria até 10 de Dezembro de 1667, data em que o visitador do mosteiro de Landim, Fonseca Ferreira, vem empossar o novo pároco João Pimentel da Rocha. E por aí se fica tudo de novo, até meio século depois, altura em que surge um registo esporádico de diversos foros da igreja e uma sentença a favor da mesma, e em que a paróquia se encontrava confiada a Francisco Pereira.
Outro pároco que deixou várias provas da sua passagem por Riba de Ave, foi o abade João Pacheco, investido no pastoreio da freguesia a 14 de Janeiro de 1738, e autor de um pequeno livro manuscrito sobre Riba de Ave.
Durante muitos anos andou a igreja de Riba de Ave como benefício eclesiástico em conjunto com mais três freguesias, que foram Santa Maria de Airão, Santa Comba de Regilde e S. Veríssimo da Ribeira, o que dava como resultado que o beneficiário assistia a uma delas, que era a do convento de Airão, e nas outras tinha capelães contratados, acumulação que cessou após a proibição do Concílio de Trento (1545–1563), convocado pelo Papa Paulo III com vista a condenar os erros, eliminar os abusos e restabelecer a paz e a unidade do povo cristão. Mais tarde, porém, passou para a posse do padroado real e, finalmente, para a apresentação do mosteiro de Landim, na posse do qual se conservou até 28 de Maio de 1834, data em que Joaquim António de Aguiar "o Mata Frades", publicou um decreto que extinguia as Ordens Religiosas em Portugal.

### A Propriedade eclesiástica em Riba de Ave

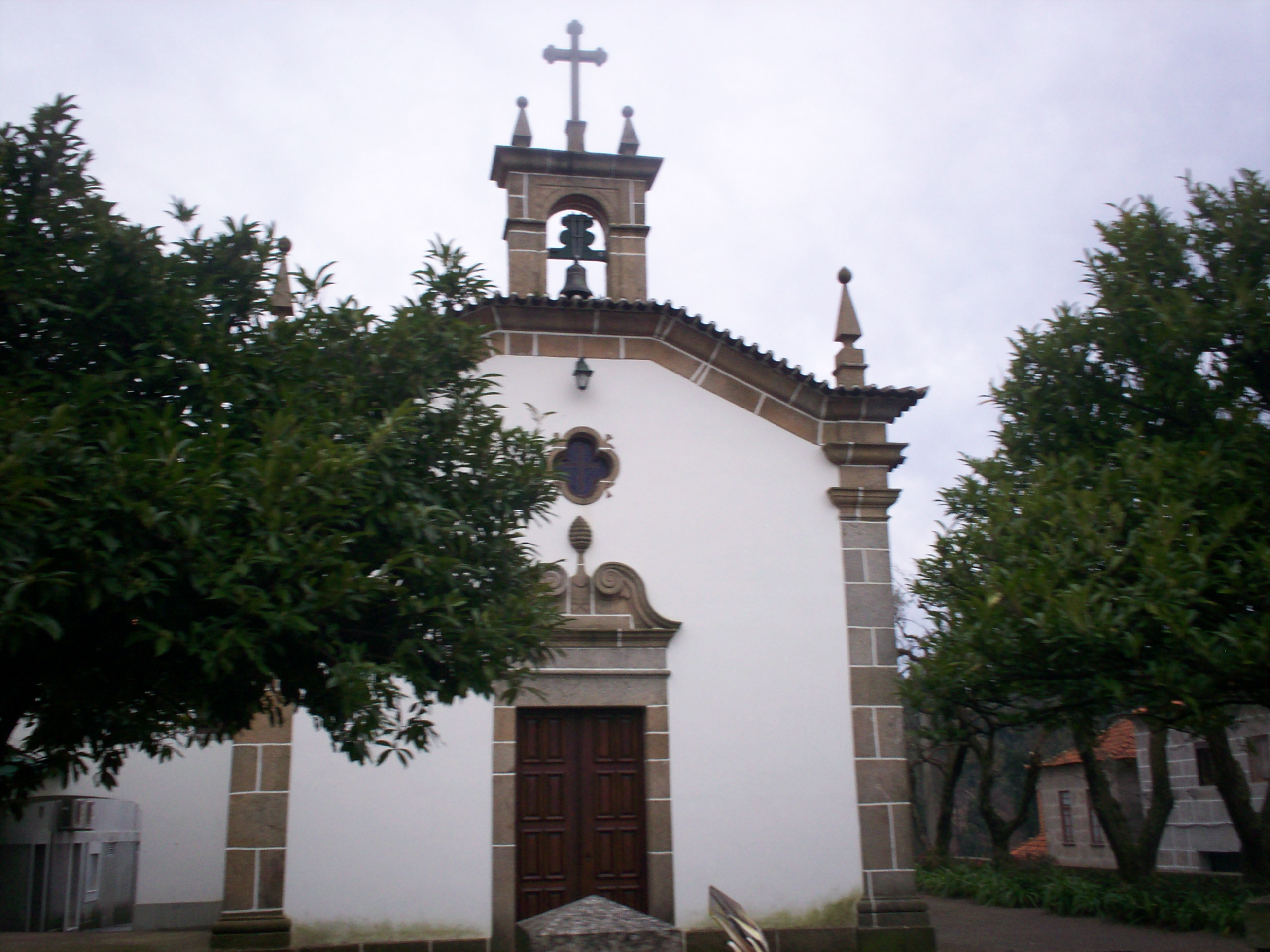
Capela da Misericórdia de Riba D´Ave.

Já nas Inquirições Afonsinas de 1258 se cita o Casal de Parrineiro (atual Pinheiro, hoje na posse de Guardizela), como pertencendo à igreja de S. Pedro de Riba de Ave. Depois, e conforme podemos ver por documentos, a mesma igreja aparece como detentora de grande propriedade na freguesia.
Trata-se de um fenómeno comum do tempo, em que os bens eclesiásticos chegaram a atingir um terço do total do Reino, e para o qual contribuíram, sobretudo, as mortíferas epidemias que de tempos a tempos atacavam as populações, pondo-as em pânico e levando-as no auge do desespero, perante o espectro da morte, a fazerem doação delas à igreja. Dos doadores que não morriam não se falava mais. Quanto aos que sobreviviam, aguardava-os a miséria, pois o clero, elemento interveniente no ato da doação, se negava sistematicamente à sua devolução.
Daí a opulência, tanto da igreja paroquial do tempo, como da igreja monástica, em especial esta, cujas Ordens Religiosas chegavam, inclusivamente, a pleitar como o próprio rei, dando origem, em muitos casos, a excomunhões em série.
Diversas vezes os representantes do povo levaram este assunto a Cortes, reclamando dos monarcas que fosses retiradas do clero algumas das propriedades que este trazia na sua posse sem ter hipóteses de cultivar. A própria Lei das Sesmarias tinha como principal finalidade obrigar tanto a Igreja como a nobreza a cultivar as suas propriedades, sob pena das mesmas serem entregues a quem o fizesse. Contudo mais uma vez as epidemias fizeram gorar o projeto fernandino. O êxodo das populações para a cidade acentuou-se ainda mais e, a nobreza rapace e o clero devasso, não perderam a oportunidade de ampliar uma vez mais os seus domínios. Até que surge a revolução de 24 de agosto de 1820 e a consolidação da monarquia liberal com a ocupação do trono por D. Maria II. A Igreja monacal que já tinha perdido grande parte das suas prerrogativas com o consulado do Marquês de Pombal, entra em lenta agonia, cuja morte se consuma em 1834, quando Joaquim António de Aguiar, ao ascender a ministro da Justiça, publica um decreto datado de 28 de Maio que extingue as Ordens Religiosas, fazendo os seus bens reverter a favor da Coroa.
No fundo, a óptica do estadista era promover uma reforma agrária com a pulverização da propriedade eclesiástica. Mas a verdade é que as suas intenções não vingaram e a reforma jamais se deu. Os pobres eram demasiado pobres para poderem aspirar à compra de qualquer parcela de solo confiscada. Quem se aproveitou da medida foram mais uma vez os especuladores e os corruptos que se encontravam no governo. As terras mudaram de mão, simplesmente, não mudaram de exploradores.
Acresce, porém, dizer que a delapidação da propriedade eclesiástica em Riba de Ave começara muito antes dos acontecimentos subsequentes a 1820. Em 1738, já o padre João Pacheco se queixava das freguesias circunvizinhas de Guardizela e Serzedelo, acusando-as de defraudamentos que foram feitos nos seus limites e até nos terrenos do passal, em benefício pouco escrupuloso dos eclesiásticos que pastoreavam essas mesmas freguesias ou dos caseiros do Assento da Igreja.
A grande anarquia na propriedade da igreja de Riba de Ave, deve ter começado após a morte do padre Manuel de Quadros, quiçá falecido em 1615. Isto porque anos mais tarde aparecem diversas demandas relativas ao pagamento de certos prazos devidos à igreja, como se poderá ver:
| “ | Paga Pedro de Oliveira, de Landim, de certas terras dos passais à igreja de que tem prazo, seis alqueires de meado (milho alvo). O dito prazo foi feito em 1659. Paga outro alqueire de milho o mesmo Pedro de Oliveira, por outro prazo, que foi feito em 1692. Fazem ao todo sete alqueires. Estes sete alqueires paga hoje Custódio de Oliveira Machado, de Landim, filho do dito Pedro de Oliveira. Como quer que este é falecido, deve pagar o filho dele. | ” |

É o abade Francisco Pereira que diz tais prazos estarem em seu poder.
A fase latifundiária da Igreja de Riba de Ave, situa-se entre a última metade do século XVI e a primeira metade do século XVII. É a data da construção do segundo templo da freguesia e da capela de S. Roque; é a construção da residência paroquial que se ergue ao lado da atual e que substituiria a que se erguia no prolongamento da casa dos moleiros da Azenha da Igreja, do lado sul da ponte sobre o Ave. Ainda hoje se pergunta como foi possível construir-se a igreja de então, naturalmente grande para a época, com o passal de dentro e o passal de fora, sem qualquer cotação da freguesia. Isto numa paróquia que não teria mais de 100 habitantes ao tempo. Verdadeiramente só a igreja e a ela pertencia grande parte dos terrenos. Os restantes possuidores de bens eclesiásticos eram os mosteiros de Serzedelo, Landim, Santa Maria de Oliveira e Guardizela.
Mas voltando à igreja que serviu de paróquia até princípios do século passado, esta teve começo por volta de 1597, sendo inaugurada a 26 de Maio de 1600. Curioso é que cá encontramos de novo a acção do padre Manuel de Quadros. A paróquia possuía, então, grande número de propriedades, diversos foros e prazos e até uma azenha, a chamada Azenha da Igreja. Foi a época latifundiária da paróquia, que em 1738 o padre João Pacheco recordava ao dar conta das delapidações e espoliações de que a mesma tinha sido vítima, e das quais acusava, não só aos seus colegas das freguesias vizinhas, mas também aos próprios caseiros do Assento.
Durante longos anos, era no interior da igreja que se faziam os enterros, a fim de o diabo não tentar a alma dos defuntos, tal a crença da época. E quando no governo de Costa Cabral essa prática foi considerada antiprofilática e anti-sanitária, dando, inclusivamente, origem à revolução da Maria da Fonte, diversas lajes de sepultura se continuaram a manter lá, embora mais tarde as cobrisse um soalho feito de retângulos do tamanho de túmulos.
O acesso à igreja era então feito por dois lanços de escada que partiam do primitivo cemitério, e um mais pequeno do lado passal. Precediam a sua entrada duas grades de ferro de chão. A seguir a estas o adro, pejado de campas rasas assinaladas por lousas pretas de cabeceira, já que, com a legislação cabralista os enterros se passaram a fazer no mesmo adro, pelo menos enquanto não se procedeu ao arranjo de cemitérios, o que, no caso de Riba de Ave, levou ainda imensos anos.
Ao lado da escadaria que partia do cemitério, existia uma pedra de sepultura com inscrição, que o camartelo se encarregou de destruir. Era a campa do padre José Mico. Paralelas a esta, mais duas, provavelmente de beneméritos. Tudo sacrificado sem, ao menos, se ter aferido do seu interesse histórico local.
Ao ato inaugural da igreja de Quinhentos, assistiu o arcebispo de Braga, D. Jorge de Bragança. Não que os documentos sejam claros a esse respeito. Mas as coisas por essa altura passavam-se muitas vezes assim mesmo: não havia por parte dos párocos um rigor total no registo dos factos, nem a preocupação de uma escrita clara. Dir-se-á mesmo que escreviam mais para eles do que para os vindouros. E daí a enorme dificuldade em casos como este, de falar de papel na mão.

## Locais

### Ponte sobre o Ave

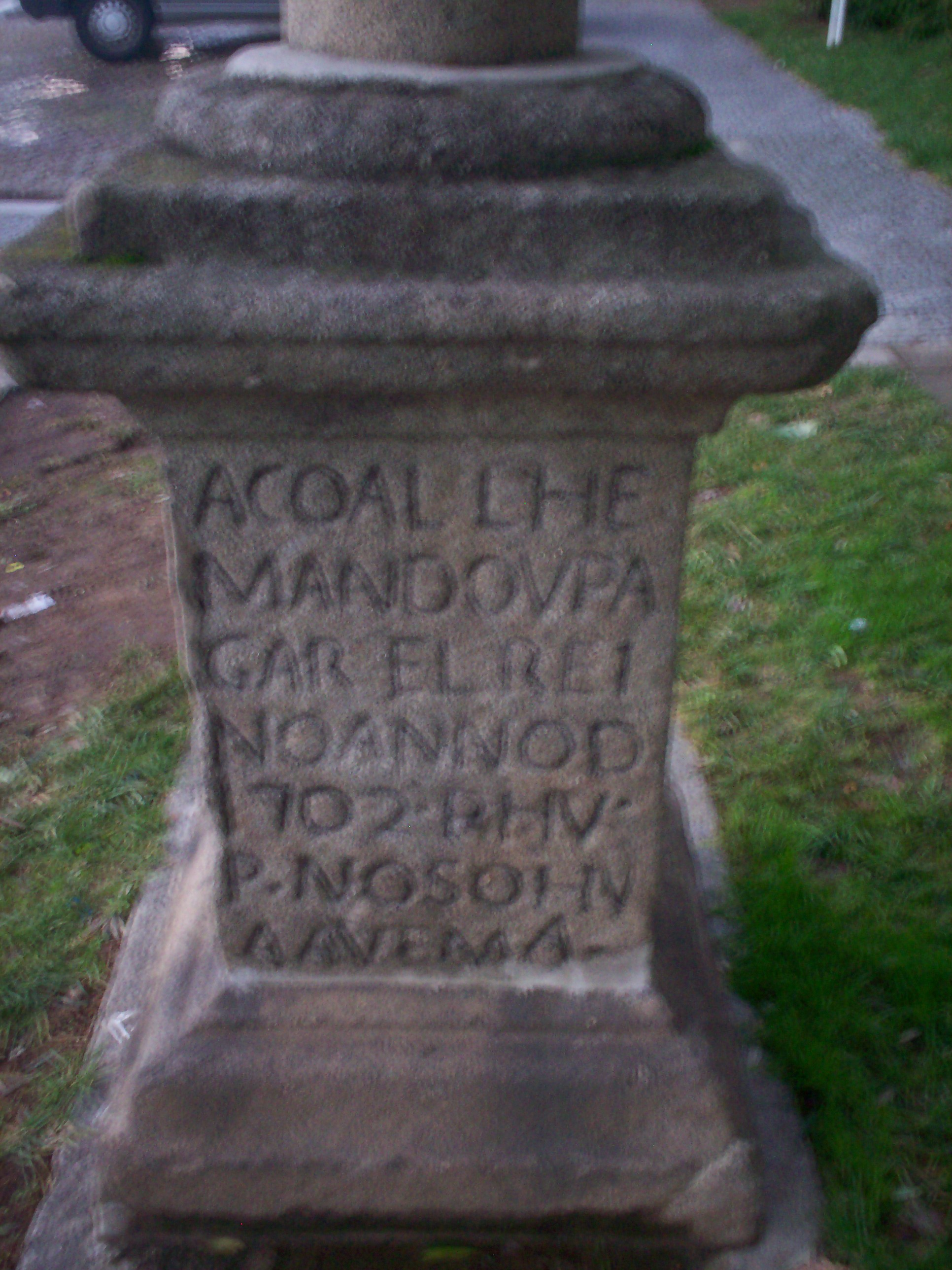
Parte da inscrição sobre a construção da Ponte de Riba de Ave.

Foi mandada construir em 1702, no reinado de D. Pedro II, conforme uma inscrição que existe no sopé do cruzeiro que lhe fica defronte, e que diz:
| “ | Esta ponte mandou fazer António Vaz Vieira, fidalgo da casa de Sua Majestade, a qual lhe mandou pagar El-rei, no ano de 1702. | ” |

A construção da ponte está relacionada com a lenda de que António Vaz Vieira, um fidalgo da ilustre Casa do Toural em Guimarães, tinha uma amada num dos nobres solares que se erguiam para os lados de Landim e, querendo visitá-la, atirou-se ao Rio Ave, a nado, indiferente à enorme cheia que galopava as margens. Tal imprudência fez com que fosse envolvido pela força da corrente, pondo em perigo a sua vida. Exausto e milagrosamente atirado para terra pelo turbilhão das águas, naquele mesmo momento decidiu que iria mandar construir ali uma ponte.
No entanto não terão sido os amores por alguma fidalga das redondezas que estão na origem da Ponte de Santana, mas, muito provavelmente, a existência de uma azenha já desaparecida e que fazia parte dos bens do casal, dele e de sua mulher, D. Joana de Melo Alvim Pinto. Era a chamada Azenha da Igreja, que com mais dois moinhos ainda em 1750 pertenciam a Riba de Ave. Esta azenha chamava-se da igreja por andar aforada à mesma, de longa data. Do conjunto moinheiro fazia parte a habitação dos moleiros e armazém de cereais e da moenda, a que se encostava a casa ensobradada que serviu de residência paroquial do padre Manuel de Quadros, cuja padieira da janela regista o nome deste pároco e a data de 1592. Atualmente apenas resta dessa desaparecida azenha o conjunto habitacional dos moleiros, que pertence aos herdeiros do falecido comerciante Joaquim Alves de Oliveira, proprietário da antiga Casa da Ponte, e que assenta na margem direita do rio, em terrenos de S. Mateus de Oliveira.

### Igreja Paroquial

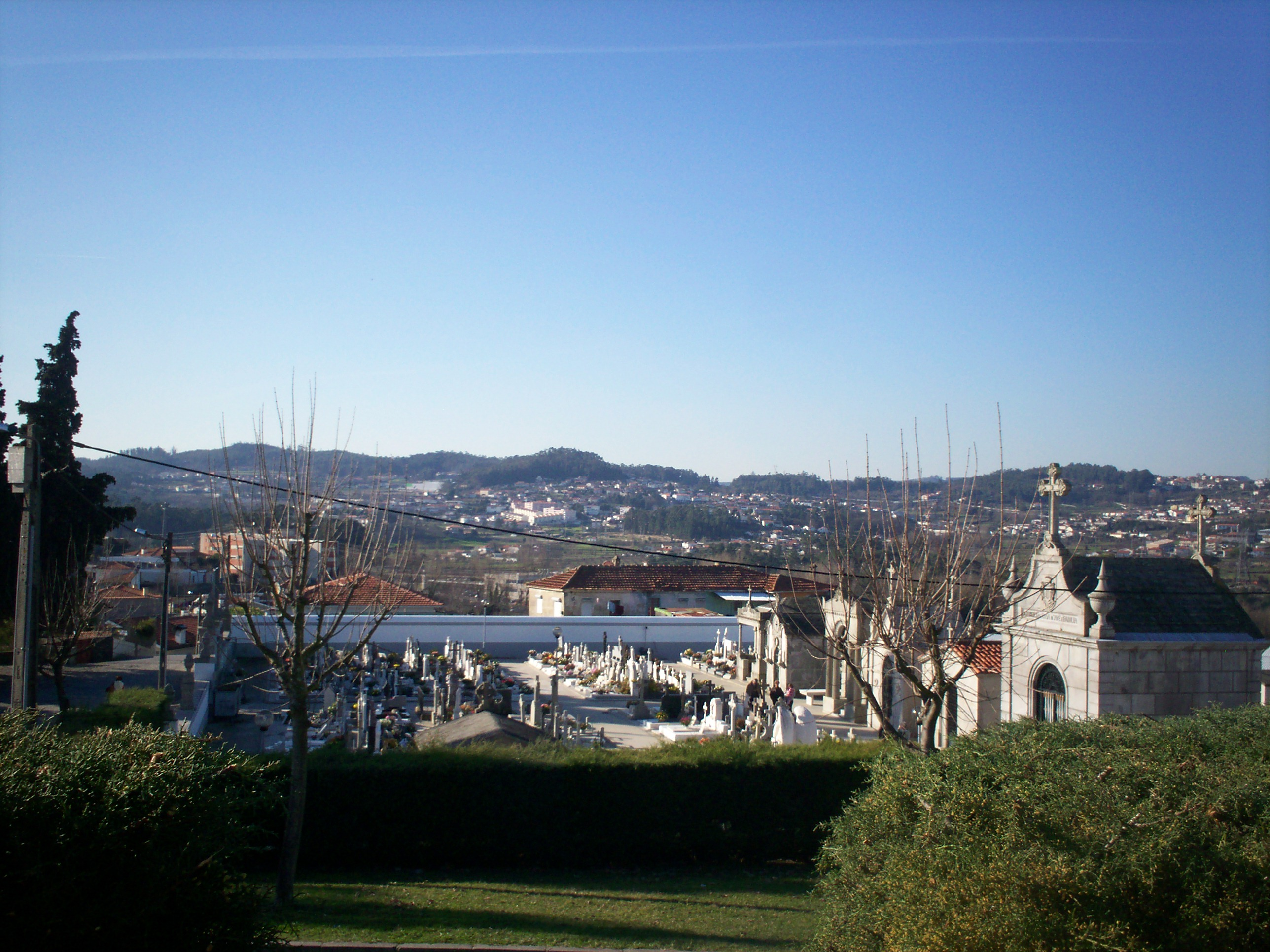
Cemitério de Riba de Ave.

A atual igreja paroquial de Riba de Ave foi inaugurada a 2 de julho de 1950, com a presença do cardeal patriarca de Lisboa, cardeal-arcebispo de Lourenço Marques, arcebispo primaz de Braga e bispos de Bragança e Vila Real. Trata-se de um templo em cruz latina, de nave única e tamanho quase basilical. De um lado da cabeceira fica a sacristia, do outro, a cripta onde repousam, em túmulo próprio, os restos mortais de Narciso Ferreira e da sua mulher, D. Eva Rosa de Oliveira Ferreira. O exterior do templo, é rasgado por duas portas em neo-gótico de arco semi-abatido: uma lateral, e a principal, precedida de um guarda-vento de engenhosa traça. Tanto a nave como a capela-mor são despidas de talha. Algumas frechas com vitrais iluminam o seu interior.
A igreja que precedeu a atual, foi transferida para o Hospital, sem a torre quadrangular que se erguia a seu lado, e amputada do seu campanário de origem. É a atual capela do Hospital de Riba de Ave, construção da primeira fase do Barroco, em quase tudo semelhante a um sem número de outras do mesmo tipo que durante o século XVIII enxamearam o norte do país. Possuía, como já foi referido, um modesto campanário lateral servido por uma escada de pedra exterior e de dupla sineira. Tal campanário foi destruído em fins do século XIX, para dar lugar à torre de planta quadrada, rematada em cone, de quatro janelas equipadas com igual número de sinos, entre os quais, um de enorme tamanho (o sino grande), que para ser "erguido" obrigava dois homens a soarem as estopinhas da avó.
Esta igreja que sucedeu à primeira de que há registo, provavelmente dos séculos XIII ou XIV, e quiçá um pouco maior do que uma capela. Nem um só vestígio resta deste primitivo e miniatural templo. As suas pedras foram utilizadas na fábrica seguinte, com a qual se fundiram por completo.
No ato inaugural da igreja foram crismadas poucas pessoas, tendo em conta o número diminuto de habitantes da aldeia que na altura não deveria ter mais de 100. A atual residência paroquial data do tempo da nova igreja e o cemitério tem a data de 1886, visível na parte superior do portão de ferro.

### Capela de São Roque
A capela de São Roque foi construída no século XVII e encontra-se no Alto de São Roque, uma das zonas mais antigas da freguesias. É lá que se realiza todos os anos a festa de São Roque. Existe uma lenda de que esta capela foi construída durante um surto de peste negra que assolou Portugal durante este século como local onde as pessoas sãs se escondiam da doença e foi por essa razão que a capela foi dedicada a São Roque, embora não haja dados para o provar.

## Costumes e tradições
O Natal da noite de família, a Páscoa dos folares, o S. Roque com os seus bonecos, e o S. Bartolomeu dos melões, dos diabos à solta e tocatas com cantares ao desafio, são coisas pertencentes cada vez mais ao passado esvaziadas do seu significado regional por um quotidiano abastardo que prefere ao genuíno arraial português, realizado ao ar livre, o ambiente poluído e barulhento importado da discoteca. Subir ao monte de S. Roque no dia 25 de Dezembro, para ver queimar os bonecos e ouvir rebentar os foguetes de três canudos, já parece tão distante do presente como a Riba de Ave de hoje da de há de um século atrás. Ir comer um bom melão apimentado a São Bartolomeu, por ocasião da sua festa anual de Agosto, e ver o Pescoço-Torto e o Bento darem entrada no arraial com as suas tocatas, são coisas apenas para recordar.
Algumas tradições antigas de Riba de Ave incluíam:
- A Serragem das Velas - Trata-se de um costume da Idade Média, imoral e pagão.

| “ | Serram-se as velhas,/ Não as novas; / serram-se as da Ponte / e serram-se as de Covas. | ” |

Serrar correspondia a esconjurar, a abjurar a presença na sociedade das mulheres mais idosas. A Serragem das Velhas ocorria durante a Semana Santa, e eram obrigados a tomarem parte nela os que, tendo mães ou avós de avançada idade, não desejassem que elas fossem serradas.
- O Ruge Ruge - Outro costume tão pagão e medievo como o anterior, e também dirigido às mulheres de idade avançada.

| “ | Oh velha, vai-te confessar / que está a quaresma a acabar. | ” |

O ritual era bastante semelhante ao da Serragem das Velhas. As pessoas, sobretudo as jovens, colocavam-se no alto de um monte e de lá lançavam o Ruge Ruge sobre as indefesas anciãs.
- A Morte do Judas - Quando a comemoração da Ressurreição de Cristo se fazia no sábado anterior ao domingo de Páscoa, logo às oito da manhã, a queima do Judas tinha lugar no mesmo sábado por volta das dez horas. Em Riba de Ave quem se incumbia de fazer cumprir este antigo costume era o Brás, barbeiro e tocador de Zés Pereiras, com raro jeito para a pirotecnia.

Suspenso duma espécie de pau de figueira por uma corda ao pescoço, de língua de fora como o pobre Judas, que resolvera suicidar-se depois de ter atraiçoado Cristo, o boneco preparado para cumprir o ato, encontrava-se recheado de pequenas bombas que iam destruindo o seu corpo até atingirem a cabeça, chegando então fogo a um petardo de grande poder explosivo que fazia esta desaparecer.
- O Testamento de Judas - Depois da morte do Judas era inevitável que o seu testamento fosse conhecido. Disso se encarregavam os jovens fazendo cumprir um costume de longa data.

Tal testamento era lido no fim da missa da manhã, antes da saída do compasso para a sua visita pascal, de cima do muro do adro e visando os rapazes e raparigas em idade de namoro.
- As Romeiras - Chamavam-se romeiras às pessoas que em grupo iam cumprir uma promessa que alguém fez a determinado santo ou santa, entoando pelo caminho cânticos religiosos. Como exemplo, dá-se uma quadra desses mesmos cânticos ingénuos e incapazes de exprimirem coisa alguma, mas duma musicalidade agradável e mística dignas:

| “ | Santa Luzia milagrosa / eu p'ró ano lá hei-de ir, / ou solteira ou casada / ou criada de servir | ” |

- O Ramo de Oliveira em troca de amêndoas - Era o costume de as raparigas solteiras darem aos rapazes em dia de Ramos, uma pernada de oliveira, para que estes na Páscoa lhe oferecessem as amêndoas.[33]
- O Folar da Páscoa - A prenda que os padrinhos dão aos afilhados no dia de Páscoa. O folar tradicional consistia numa regueifa de trigo, maior ou menor, conforme as posses ou a liberalidade dos padrinhos. Havia também quem desse roscas de pão-de-ló, mas a tradição era a regueifa, que, em alguns casos, chegava a atingir o tamanho de uma roda de carro.[33]
- Os Filhais de Deus - Filhais, é como se dizia, e não fiéis. E era costume pedirem-se em dia de todos os Santos. As crianças em grupos de três ou quatro, iam de casa em casa e quinta em quinta, levando pequenos sacos às costas onde recolhiam o dinheiro e pequenas quantidades de cereais que lhes davam. A isso se chamava pedir os Filhais de Deus.[33]
- Cantas dos Reis - Este costume era normal entre gente de pouca idade, que em menores ou maiores grupos, improvisando um conjunto musical, formado, normalmente, por pandeiros, castanholas, reco-recos, e ferrinhos, iam de porta em porta, na mira de amealharem algum dinheiro. Havia sempre um rematar agradável para as pessoas mais generosas e mais cáustico para as que não davam nada:

| “ | Esta casa cheira a boroa, / nela mora gente boa. | ” |

| “ | Esta casa cheira a breu, / aqui morreu algum judeu. | ” |

- As Orvalhadas de São João - Não havia quase ninguém em anos remotos que não fosse apanhar as orvalhadas de São João. Fazer isso era ficar livre das maleitas para o resto do ano.[35]
- O Trevo de Quatro Folhas - É da tradição que o trevo de quatro folhas traz felicidade a quem o encontra. E mais ainda se o mesmo for encontrado em dia de S. João. Razão pela qual neste dia as pessoas se esforçavam por acharem o benéfico trevo de quatro folhas.[35]
- Preces - As preces faziam-se, sobretudo, em anos de chuvas torrenciais, grandes cheias do rio ou períodos estivais prolongados, dando origem a mais anos agrícolas. Constavam de invocações em clamor, ao Altíssimo, seguidas de via-sacra.[35]

### Lendas, crenças e superstições

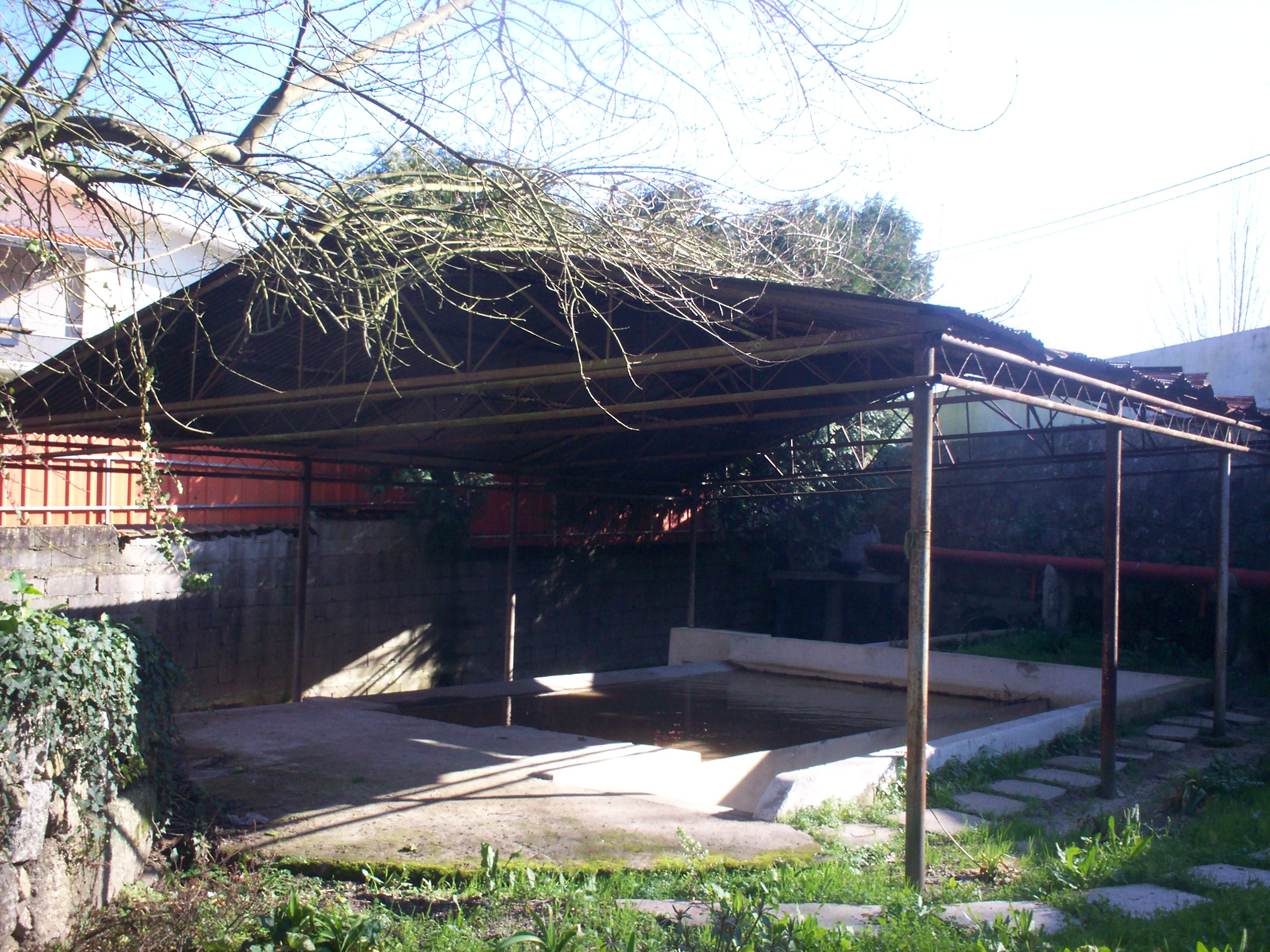
Ribeiro de São Pedro na atualidade.

Uma das lendas mais conhecidas de Riba de Ave é a chamada Lamasangue, uma junção das palavras "lama" e "sangue", assim designada pelos antigos em virtude da luta travada na freguesia durante a Segunda Invasão Francesa. O confronto deu-se entre as tropas de Soult e as milícias civis armadas, quando aquelas assaltaram a freguesia para roubar os sinos da igreja e saquearem as casas. Segundo a tradição, quase esquecida nos dias de hoje, o curso do ribeiro de S. Pedro correu avermelhado durante três dias.
Outra lenda diz respeito à antiga Azenha Velha, onde em noites luarentas de Agosto, moiras encantadas vêm pentear os seus cabelos com pentes fulgurantes de ouro fino.

### Festas e romarias

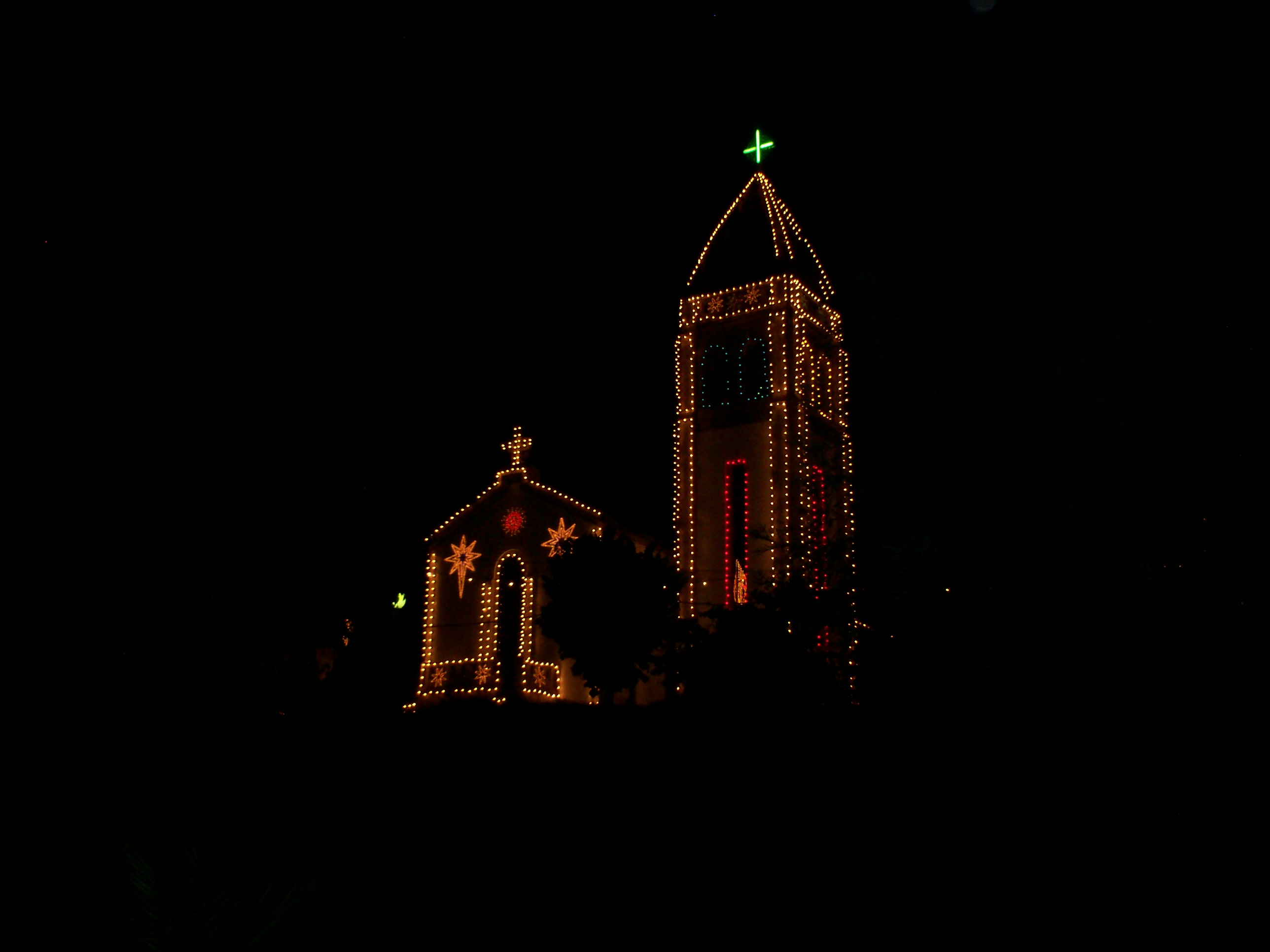
Igreja de Riba de Ave durante as festas de São Pedro.

Em Riba de Ave existem três festas. A primeira e mais importante atualmente é a de São Pedro que se realiza no primeiro fim-de-semana de Julho e assemelha-se a outras festas populares portuguesas com tendas, espetáculos de cantores populares portugueses e de fogo-de-artificio e a procissão final na tarde de Domingo. Mais recentemente recuperou-se também a tradição de realizar marchas populares na noite de sexta-feira. Em Outubro celebra-se a Nossa Senhora do Rosário com uma procissão de velas na noite de Sábado e tendas durante o dia.
A última festa do ano, a de São Roque, acontece na semana de Natal. O seu ponto alto, no dia 25 à tarde, consiste no "estourar dos macacos", ou seja, a destruição, através de pirotecnia, de bonecos. Esta festa é a única que não se celebra no adro da Igreja Paroquial, mas sim na Capela de São Roque.

## Personalidades
- Adiasmachado, pintor e escritor
- João Pires Redondo, foi governador das localidades de Neiva, de Refojos e de Riba de Ave.
- Narciso Ferreira
- Delfim Ferreira (Riba de Ave, 1888 – Porto, 24 de setembro de 1960)
- Conde de Riba de Ave, Raúl Ferreira
- Aurélio Fernando Martins Pereira (Lordelo, 27 de abril de 1928 – 24 de dezembro de 2016), Comendador da Ordem da Instrução Pública (1992), escritor e pedagogo, fundador do Externato Delfim Ferreira.

## Coletividades
- Riba de Ave Hóquei Clube - Fundado em 28 de Janeiro de 1972
- Centro Popular de Trabalhadores de Riba de Ave - Fundado em 1 de Junho de 1952
- CNE 385 - Riba de Ave - Fundado em 17 de Fevereiro de 1937
- Banda de Riba de Ave - Fundada em 1826
- Centro de Karate-Do Shotokan de Riba D'Ave
- Associação dos Antigos Alunos do Externato Delfim Ferreira - Fundada em 22 de Agosto de 2003
- 1.° Companhia de Guias de Riba de Ave - Fundada a 13 de Abril de 1986

## Resultados Eleitorais para a Assembleia de Freguesia
| Partidos | %    | M    | %    | M    | %    | M    | %    | M    | %    | M    | %    | M    | %    | M    | %                                     | M                                     | %                                     | M                                     | %                                     | M                                     | %                                     | M                                     | %                                     | M                                     | %                                     | M                                     |
| Partidos | 1976 | 1976 | 1979 | 1979 | 1982 | 1982 | 1985 | 1985 | 1989 | 1989 | 1993 | 1993 | 1997 | 1997 | 2001                                  | 2001                                  | 2005                                  | 2005                                  | 2009                                  | 2009                                  | 2013                                  | 2013                                  | 2017                                  | 2017                                  | 2021                                  | 2021                                  |
| -------- | ---- | ---- | ---- | ---- | ---- | ---- | ---- | ---- | ---- | ---- | ---- | ---- | ---- | ---- | ------------------------------------- | ------------------------------------- | ------------------------------------- | ------------------------------------- | ------------------------------------- | ------------------------------------- | ------------------------------------- | ------------------------------------- | ------------------------------------- | ------------------------------------- | ------------------------------------- | ------------------------------------- |
| IND      | 39,3 | 4    | 39,7 | 5    |      |      |      |      |      |      |      |      | 29,4 | 3    | 5,9                                   | 0                                     |                                       |                                       |                                       |                                       |                                       |                                       |                                       |                                       |                                       |                                       |
| IND      | 29,7 | 3    |      |      |      |      |      |      |      |      |      |      |      |      |                                       |                                       |                                       |                                       |                                       |                                       |                                       |                                       |                                       |                                       |                                       |                                       |
| CDS-PP   | 19,6 | 2    |      |      |      |      |      |      |      |      | 2,6  | 0    |      |      | "Mais Ação, Mais Famalicão" - PSD.CDS | "Mais Ação, Mais Famalicão" - PSD.CDS | "Mais Ação, Mais Famalicão" - PSD.CDS | "Mais Ação, Mais Famalicão" - PSD.CDS | "Mais Ação, Mais Famalicão" - PSD.CDS | "Mais Ação, Mais Famalicão" - PSD.CDS | "Mais Ação, Mais Famalicão" - PSD.CDS | "Mais Ação, Mais Famalicão" - PSD.CDS | "Mais Ação, Mais Famalicão" - PSD.CDS | "Mais Ação, Mais Famalicão" - PSD.CDS | "Mais Ação, Mais Famalicão" - PSD.CDS | "Mais Ação, Mais Famalicão" - PSD.CDS |
| PS       |      |      | 29,4 | 4    | 55,5 | 8    | 56,7 | 6    | 30,6 | 3    | 23,2 | 2    | 22,8 | 2    | 26,0                                  | 3                                     | 32,6                                  | 3                                     | 31,0                                  | 3                                     | 34,0                                  | 4                                     | 30,5                                  | 3                                     | 45                                    | 5                                     |
| APU/CDU  |      |      | 28,2 | 4    | 38,1 | 5    | 36,2 | 3    | 37,1 | 3    | 47,1 | 5    | 45,1 | 4    | 31,5                                  | 3                                     | 24,5                                  | 2                                     | 23,2                                  | 2                                     | 16,3                                  | 1                                     | 12,4                                  | 1                                     | 7,6                                   | 0                                     |
| PPD/PSD  |      |      |      |      |      |      |      |      | 29,8 | 3    | 24,8 | 2    |      |      | "Mais Ação, Mais Famalicão" - PSD.CDS | "Mais Ação, Mais Famalicão" - PSD.CDS | "Mais Ação, Mais Famalicão" - PSD.CDS | "Mais Ação, Mais Famalicão" - PSD.CDS | "Mais Ação, Mais Famalicão" - PSD.CDS | "Mais Ação, Mais Famalicão" - PSD.CDS | "Mais Ação, Mais Famalicão" - PSD.CDS | "Mais Ação, Mais Famalicão" - PSD.CDS | "Mais Ação, Mais Famalicão" - PSD.CDS | "Mais Ação, Mais Famalicão" - PSD.CDS | "Mais Ação, Mais Famalicão" - PSD.CDS | "Mais Ação, Mais Famalicão" - PSD.CDS |
| PSD.CDS  |      |      |      |      |      |      |      |      |      |      |      |      |      |      | 32,0                                  | 3                                     | 35,4                                  | 4                                     | 36,9                                  | 4                                     | 39,6                                  | 4                                     | 49,2                                  | 5                                     | 43,5                                  | 4                                     |
| BE       |      |      |      |      |      |      |      |      |      |      |      |      |      |      | 1,3                                   | 0                                     | 5,0                                   | 0                                     | 6,7                                   | 0                                     | 5,3                                   | 0                                     | 4,7                                   | 0                                     |                                       |                                       |